# Charles Percy Snow
Charles Percy Snow (15 de octubre de 1905-1 de julio de 1980), también conocido como C. P. Snow, fue un físico y novelista inglés que además prestó servicios en el gobierno del Reino Unido. Es autor de una serie de novelas conocidas en conjunto como Strangers and Brothers y por Las dos culturas, una obra de 1959 en la que lamenta la brecha entre científicos e «intelectuales literatos».

## Resumen biográfico
Nacido en Leicester, Snow fue educado en el Colegio Rutland del condado de Leicester, actualmente la Universidad de Leicester y en la Universidad de Cambridge donde ingresó como miembro del Christ's College en 1930.
Ocupó varios puestos de relevancia en el gobierno del Reino Unido: director técnico del Ministerio de Trabajo de 1940 a 1944; comisionado del servicio civil de 1945 a 1960 y secretario parlamentario del Ministerio de Tecnología de 1964 a 1966. Fue nombrado caballero en 1957 y par vitalicio, como barón Snow, de la ciudad de Leicester en 1964.
Snow contrajo matrimonio en 1950 con la novelista Pamela Hansford Johnson, con quien tuvo un hijo. Entre sus amigos contó con el matemático Godfrey Harold Hardy, el físico Patrick Blackett, el experto en cristalografía de rayos X John Desmond Bernal y el historiador Jacques Barzun.
En 1960 dio las conferencias Godkin en la Universidad de Harvard sobre el científico Patrick Maynard Stuart Blackett y su trabajo en el gobierno británico. Las conferencias fueron publicadas posteriormente bajo el título «Ciencia y gobierno». Para el año académico 1961/62 Snow y su esposa trabajaron como becarios en el Centro de estudios avanzados de la Universidad Wesleyana.

## Obra literaria
La primera novela de Snow fue un whodunit, Death under Sail (1932).También escribió una biografía de Anthony Trollope.
Sin embargo es mucho más conocido por la serie de novelas tituladas «Extraños y hermanos» que describe la vida de los intelectuales en un contexto académico y gubernamental contemporáneo. La novela más conocida de la serie es The Masters trata sobre la política interna de un colegio de Cambridge que se prepara para elegir un nuevo rector. Tiene todos los atractivos que puede brindar un observador desde adentro, y revela cómo influyen cuestiones no relacionadas estrictamente con lo académico en las decisiones supuestamente objetivas de los estudiosos. The Masters y The New Men fueron premiadas en conjunto con el Premio James Tait Black Memorial en 1954. Corridors of Power agregó una frase al lenguaje diario.
En «Los realistas» desarrolla un examen de la obra de ocho novelistas, Stendhal, Honoré de Balzac, Charles Dickens, Fyodor Dostoevsky, Leo Tolstoy, Benito Pérez Galdós, Henry James y Marcel Proust, con una robusta defensa de la novela realista.

## Las dos culturas
El 7 de mayo de 1959 Snow dio una influyente conferencia titulada «Las dos culturas» que provocó amplia difusión y debate. Posteriormente publicó Las dos culturas y la revolución científica, donde argumenta que la ruptura entre las dos culturas de la sociedad moderna, la ciencia y las humanidades, fue un obstáculo importante para la solución de los problemas mundiales. En particular, Snow argumentaba que la calidad de la educación estaba declinando a nivel mundial. Por ejemplo, muchos científicos nunca han leído a Charles Dickens, pero los intelectuales del arte son igualmente ajenos a la ciencia. Escribió:

Un buen número de veces he estado presente en reuniones de personas que, por las normas de la cultura tradicional, se creen muy educadas y que con mucho gusto han expresado su incredulidad por el analfabetismo de los científicos. Una o dos veces me han provocado y he pedido a los interlocutores cuántos de ellos podrían describir la Segunda Ley de la Termodinámica, la ley de entropía. La respuesta fue fría y  negativa. Sin embargo, yo estaba pidiendo algo que para los científicos sería equivalente a preguntar: «¿Has leído una obra de Shakespeare?».

Ahora creo que si yo hubiera hecho una pregunta aún más simple como ¿Qué entiende usted por masa, o aceleración, que es el equivalente científico de decir «¿Puedes leer?» no más de uno de cada diez habrían sentido que yo estaba hablando el mismo idioma. Por lo tanto, mientras el gran edificio de la física moderna crece, la mayoría de la gente inteligente en Occidente tiene el mismo conocimiento científico que habría tenido su antepasado del neolítico.
C.P.Snow

Los satíricos Flanders y Swann utilizaron la primera parte de esta cita como base para su breve monólogo y canción «Primera y segunda ley».

### Ficción
Strangers and Brothers Sequence
- Time of Hope, 1949
- George Passant (publicada inicialmente como Strangers and Brothers), 1940
- The Conscience of the Rich, 1958
- The Light and the Dark, 1947
- The Masters, 1951
- The New Men, 1954
- Homecomings, 1956
- The Conscience of the Rich, 1958
- The Affair, 1959
- Corridors of Power, 1963
- The Sleep of Reason, 1968
- Last Things, 1970

Otras obras de ficción
- Death Under Sail, 1932
- The Search, 1934
- The Malcontents, 1972
- In Their Wisdom, 1974
- A Coat of Varnish, 1979

### No ficción
- Science and Government, 1961
- The two cultures and a second look, 1963
- Variety of men, 1967
- The State of Siege, 1968
- Public Affairs, 1971
- Trollope, 1975
- The Realists, 1978
- The Physicists, 1981